# 丹生川村立丹生川小学校細越分校
丹生川村立丹生川小学校細越分校 （にゅうかわそんりつ にゅうかわしょうがっこう　ほうりきぶんこう）は、かつて岐阜県大野郡丹生川村（現・高山市）に存在した公立小学校の分校。

## 概要
- 丹生川小学校の分校であり、丹生川村大字細越（現・高山市丹生川町細越）が校区であった。1985年廃校。

## 沿革
- 1874年（明治7年）7月 - 下保村に八賀学校の支校として浄土学校が開校する。
- 1875年（明治8年） - 大野郡小野村、根方村、白井村、芦谷村、板殿村、日面村、日影村、駄吉村、旗鉾村、久手村、岩井谷村、池之俣村、瓜田村、法力村、大萱村、坊方村、山口村、大谷村、塩屋村、町方村、桐山村、新張村、細越村、下保村、殿垣内村、小木曾村、下坪村、及び吉城郡折敷地村、大沼村、森部村、三之瀬村、柏原村が合併し、大野郡丹生川村が発足。
- 1878年（明治11年） - 丹生川村大字細越に新築移転。同時に八賀学校から独立し、中島学校に改称する。校区は桐山・新張・細越・下保。
- 1888年（明治21年） - 細越尋常小学校に改称する。
- 1901年（明治34年）4月1日 - 丹生川尋常小学校細越分校となる。
- 1908年（明治41年）3月31日 - 丹生川尋常高等小学校第一分教場となる。
- 1941年（昭和16年）4月1日 - 丹生川国民学校第一分教場となる。
- 1947年（昭和22年）4月1日 - 丹生川村立丹生川小学校細越分校に改称する。
- 1951年（昭和26年） - 校舎を増築する。
- 1985年（昭和60年）3月 - 廃止。